# برات (ألبوم)
برات (بالإنجليزية: brat) هو ألبوم استوديو الموسيقى السادس للمغنية البريطانية شارلي أكس سي أكس الذي صدر في 7 يونيو 2024 من قبل شركة التسجيلات أتلانتيك.
في أول أسبوع من إصدار الألبوم إستطاعت شركة الإنتاج بيع 77 ألف نسخة، يتميز الألبوم بمزيج بين موسيقى البوب والموسيقى الإلكترونية ، وخاصة المستوحاة من النوادي وهايبر بوب يتناول الألبوم مواضيع شخصية مثل الرومانسية والضعف وانعدام الأمن أو حتى الغيرة.كما تذكر الفنانة صوفي التي توفيت قبل سنوات قليلة.